# Анна Пауліна Луна
Анна Пауліна Луна (англ. Anna Paulina Luna, до шлюбу Маєргофер, у шлюбі Гамберцкі; нар. 6 травня 1989, Санта-Ана, Каліфорнія, США) — американська політикиня та ветеран ПС, з 2023 року членка Палати представників США у 13-му окрузі Конгресу Флориди. Членка Республіканської партії, перша мексикансько-американська жінка, обрана до Конгресу від Флориди.
Народилася в Санта-Ані, Каліфорнія, 2017 року закінчила Університет Західної Флориди. У 19 років вступила до лав Повітряних сил США, де з 2009 по 2014 рік працювала спеціалістом з управління аеродромами. За свої досягнення на службі ушанована медаллю ПС. У своїй першій кампанії головним її суперником був демократ Чарлі Крайсту (і колишній губернатор Флориди), якому програла 2020 року. 2022 року обрана до Палати представників США за підтримки тодішнього президента Дональда Трампа на праймеріз Республіканської партії. 2024 року успішно переобрана.
Входить до складу Комітету Палати представників із закордонних справ та Комітету Палати представників з питань нагляду й урядової реформи. Протягом свого перебування у Конгресі підтримувала консервативний рекорд голосування на рівні 98 % за даними Heritage Action.

## Біографія
Народилася 6 травня 1989 року в Санта-Ані, штат Каліфорнія, у сім'ї учительки початкової школи та домогосподарки Моніки Тодд і Джорджа Маєргофера. За її словами, батько виховував її в месіанському юдаїзмі, євангельському русі, який поєднує єврейські традиції з протестантським християнством, і вона є «невеликою частиною ашкеназі». Члени її великої родини заявили, що її батько був католиком і «вони не знали, що він сповідував якусь форму юдаїзму у дитячі роки Луни». Її мама сказала, що батько Луни був «християнином, який прийняв месіанську віру» після того, як позбувся наркозалежності. Її дід, Генріх Маєргофер, відносив себе до католиків, після імміграції 1954 року до Канади.
Її батько мав мексиканське та німецьке походження. Її бабуся по батьківській лінії народилася в Ідальго, Мексика. Її дід по батьківській лінії народився в Німеччині та служив у Вермахті під час Другої світової війни. Її мама має мексикансько-американське походження, хоча прадід по материнській лінії був сином американського іммігранта до Мексики й уродженцем Коліми, Мексика. Двоє її прадідів по материнській лінії служили у Збройних силах США у роки Другої світової війни.
Батьки Луни ніколи не одружувалися і не жили разом; її батько мав проблеми з наркотичною залежністю, а мама вийшла заміж за іншого чоловіка, коли Луні було дев'ять років, але через чотири роки розлучилася. Луна виросла в містах округу Орандж: Санта-Ана, Ірвайн й Алісо-В'єхо, а також у Лос-Анджелесі, і називає Санта-Моніку своїм рідним містом. Вона навчалася у середній школі в Лос-Анджелесі.
Луна розповіла, що у 10 років знайшла пакетик з метамфетаміном свого батька. Її бабуся по материнській лінії довго вживала героїн і була ВІЛ-позитивною. До 2020 року вона (Анна) та її мати (Моніка) обрали прізвище Луна як «шану» дівочому прізвищу цієї жінки.
Луна сказала, що вона «виросла в системі соціального забезпечення», її виховувала мама, користуючись державною допомогою, «не маючи сім'ї, на яку можна було б покластися», і вона виросла з відчуттям «неблагополучної сім'ї». За її словами, її сім'ї бракувало «міцної розширеної мережі людей», які могли б допомогти у піклуванні, і що вона навчалася «у понад шести школах» до випуску. Двоюрідна сестра Луни сказала: «Уся родина виховувала її — мій тато був частиною її життя, коли вона була маленькою, і ми всі її ніби балували… Вона завжди була частиною всього, усіх цих сімейних зібрань і заходів». Тітка Луни сказала: «У неї було все. Що їй було потрібно, і навіть більше… І не тільки [мама Луни] забезпечувала її, але й [дід Луни] також». Луна заперечила це, заявивши, що «майже ніколи не проводила з ними час». За словами мами, якийсь час вона покладалася на соціальну допомогу, особливо під час навчання в Каліфорнійському університеті в Ірвайні, а потім у Юридичній школі Каліфорнійського університету в Лос-Анджелесі, і що вона була єдиним джерелом суттєвої фінансової підтримки для сім'ї.
У біографії Луни на вебсайті передвиборчої кампанії йшлося, що у її дитячі та підліткові роки батько «то сидів, то виходив з в'язниці», і що вона спілкувалася з ним «через листи до в'язниці та платні дзвінки». Мама та тітка розповіли, що він кілька разів відбував покарання у в'язниці за несплату аліментів. Мама також сказала, що він провів щонайменше один рік у в'язниці за звинувачення, пов'язане з наркотиками. Батька щонайменше п'ять разів відправляли до в'язниці округу Орандж. Він отримав терміни за такі злочини, як носіння зарядженої зброї в громадських місцях, порушення умов випробувального терміну та керування транспортним засобом з позбавленим посвідченням водія. Йому висували звинувачення, але його не засудили за напад та побиття, а також зберігання незаконних наркотиків. У справі про зберігання наркотиків зазначалося, що батько Луни перебував під вартою приблизно під час двох судових засідань. У матеріалах справи не уточнювалося, який термін його ув'язнення; судовий розгляд тривав близько трьох місяців.

## Військова служба, освіта та початок кар'єри
Служила спеціалістом з управління аеродромами у ПС США з 2009 по 2014 рік, спочатку на авіабазі Вайтмен у Міссурі, а потім на аеродромі Герлберт у Флориді. Вона ушанована медаллю за досягнення в Повітряних силах. Згодом вступила до лав Повітряної національної гвардії Орегону.
Під час служби у ПС вступила до місцевого коледжу. Вона також працювала моделлю в цей період, з'явившись у 2013 році на сайті «Sport Illustrated», і недовго працювала офіціанткою-коктейльницею в джентльменському клубі. 2014 року з'явилася як модель купальників у журналі «Maxim». Також здобула підписників як інфлюенсерка Instagram.
Луна розповіла, що рано вранці 2010 року її орендодавець вдерся до будинку, коли вона перебувала на авіабазі Вайтмен. Сусідка Луни по кімнаті не пам'ятала такого інциденту. Натомість згадала про вторгнення вдома вдень, коли Луни не було вдома. У поліційному звіті відділку Ворренсбурга про інцидент у липні 2010 року написано як «крадіжку зі зломом, яка не почалася».
2017 року здобула ступінь бакалавра наук з біології в Університеті Західної Флориди.
2018 року стала директоркою із залучення латиноамериканських громадян до Turning Point USA. У листопаді 2018 року у Fox News вона порівняла Гілларі Клінтон з герпесом, що спонукало телеканал скоротити сегмент і вибачитися перед глядачами, випустивши Ріка Левенталя та ведучого Артеля Невілла. 2020 року виступила на заході «We Build the Wall» як віцепрезидент Bienvenido, організації, що займається консервативною інформаційно-просвітницькою роботою серед латиноамериканців.

## Палата представників США

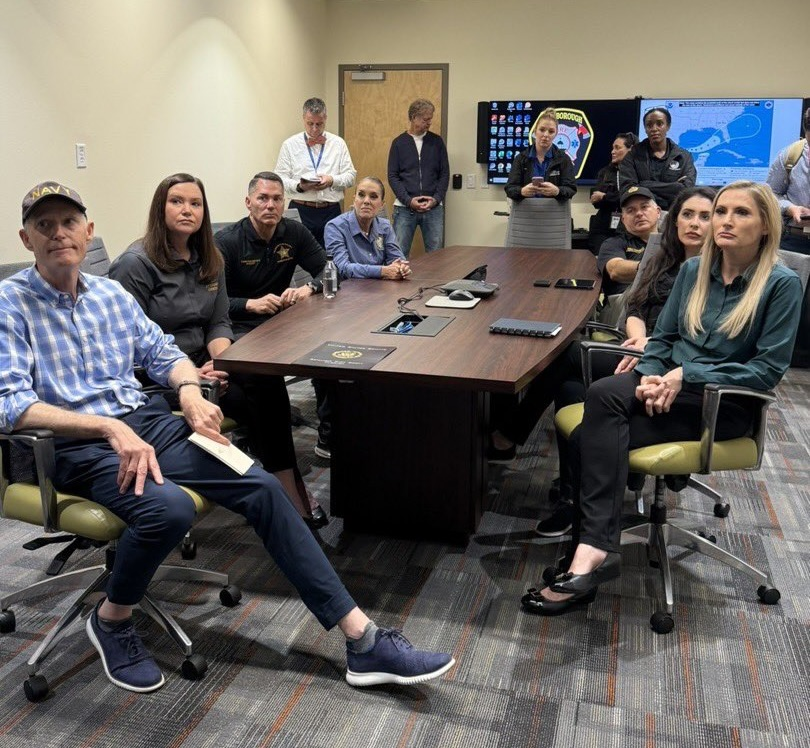
Луна з сенатором Ріком Скоттом, тодішнім генеральним прокурором Ешлі Муді, шерифом округу Гіллсборо Чедом Кроністером, тодішнім фінансовим директором Джиммі Патронісом та конгресвумен Лорел Лі в Центрі надзвичайних ситуацій округу Гіллсборо, штат Флорида, під час реагування на ураган Мілтон.

### Вибори

#### 2020 рік
2018 року вирішила балотуватися до Конгресу. Взяла участь у праймеріз Республіканської партії у 13-му окрузі Конгресу Флориди у вересні 2019 року, а Метт Ґейтц підтримав її у листопаді 2019 року. Її також підтримали Чарлі Кірк, Еліз Стефанік, учасники партії «Студенти за Трампа» та колишній мер Сент-Пітерсбурга, штат Флорида Білл Фостер. У липні 2020 року зі своїм чоловіком придбала будинок у Сент-Пітерсбурзі, поблизу авіабази Мак-Ділл, де служив її чоловік. Луна виграла праймеріз Республіканської партії, але програла чинному демократу Чарлі Крісту на загальних виборах.

#### 2022 рік
Обрана представником США у 13-му окрузі Конгресу Флориди на виборах 2022 року, перемігши кандидата від Демократичної партії Еріка Лінна, колишнього старшого радника Барака Обами. Перед праймеріз Республіканської партії інша кандидатка від Республіканської партії приватно погрожувала їй вбивством загоном кілерів. У червні 2021 року отримала тимчасову заборону на переслідування від її головного суперника на праймеріз, Вільяма Бреддока, після того, як друг Луни записав на відео погрози Бреддока змусити Луну «зникнути» та заявив, що у нього «також є доступ до групи вбивць, що складається з українців і росіян». Бреддок знявся з перегонів після того, як суддя ухвалив тимчасову заборону. Суддя відхилив клопотання про постійну судову заборону, заявивши, що стався один випадок, а за законом має бути два.
Дональд Трамп підтримав Луну, а Марджорі Тейлор Ґрін провадила її кампанію у Флориді. Вона стала першою мексикансько-американською жінкою, обраною до Конгресу від Флориди.

#### 2024 рік
На загальних виборах Луні кинула виклик Вітні Фокс, поміркована демократка та колишня директорка з комунікацій Pinellas Suncoast Transit Authority. Хоча Луна вважалася єдиною кандидаткою на місце у Палаті представників Флориди, перемогла з 55 % голосів, порівняно з 45 % у Фокс.

### На посаді

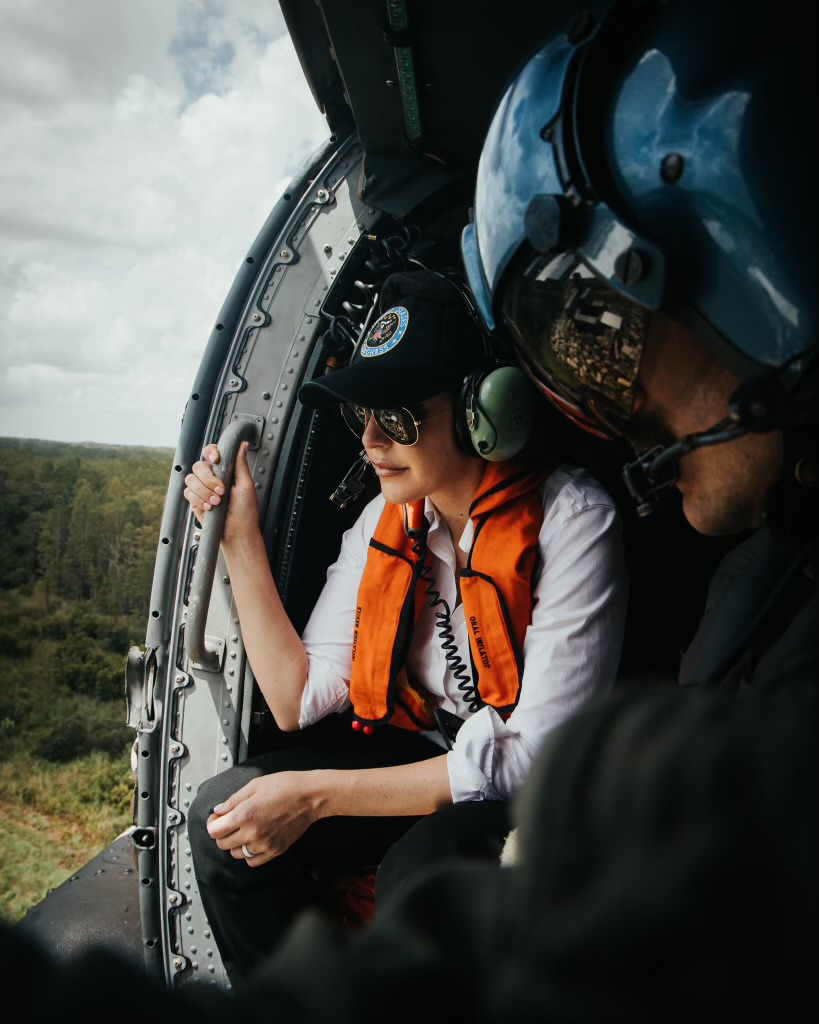
Луна обстежує округ Пінеллас разом з Береговою охороною США

Під час виборів спікера Палати представників у січні 2023 року Луна проголосувала проти Кевіна Маккарті в перших 11 бюлетенях, натомість висунувши кандидатом представника Джима Джордана, а пізніше представника Байрона Дональдса.
У травні 2023 року стала співавторкою резолюцій Марджорі Тейлор Ґрін про імпічмент Генерального прокурора Мерріка Гарланда, директора ФБР Крістофера Рея, міністра внутрішньої безпеки Алехандро Майоркаса та прокурора США у справах округу Колумбія Метью Грейвза.
Крім того, у травні 2023 року внесла резолюцію про усунення Адама Шиффа з Конгресу та штрафу у розмірі 16 мільйонів доларів.
У червні 2023 року Луна підтримала резолюцію, яка засуджувала представника-демократа Адама Шиффа за його минулі дії на посаді голови Комітету з розвідки Палати представників під час керівництва розслідуваннями щодо тодішнього президента Дональда Трампа. Палата ухвалила постанову 213 голосами «за» та 209 «проти».
10 липня 2024 року внесла резолюцію про визнання генерального прокурора США Мерріка Гарланда винним у неповазі до Конгресу. Згідно з нею, Гарланд мав виплатити штраф у 10 000 доларів на день за невиконання судового виклику до Конгресу. Резолюція не знайшла достатньої підтримки: 204 голоси проти 210.
У 118-му Конгресі стала співавторкою двох резолюцій, спрямованих на скасування імпічменту Дональда Трампа. У 119-му Конгресі США знову стала співавторкою резолюції про скасування імпічменту Трампа.
У січні 2025 року внесла законопроєкт, який пропонував додати обличчя Трампа на гору Рашмор.
У лютому 2025 року спікер Майк Джонсон призначив Луну керівником робочої групи з нагляду Палати представників щодо розсекречування федеральних таємниць.

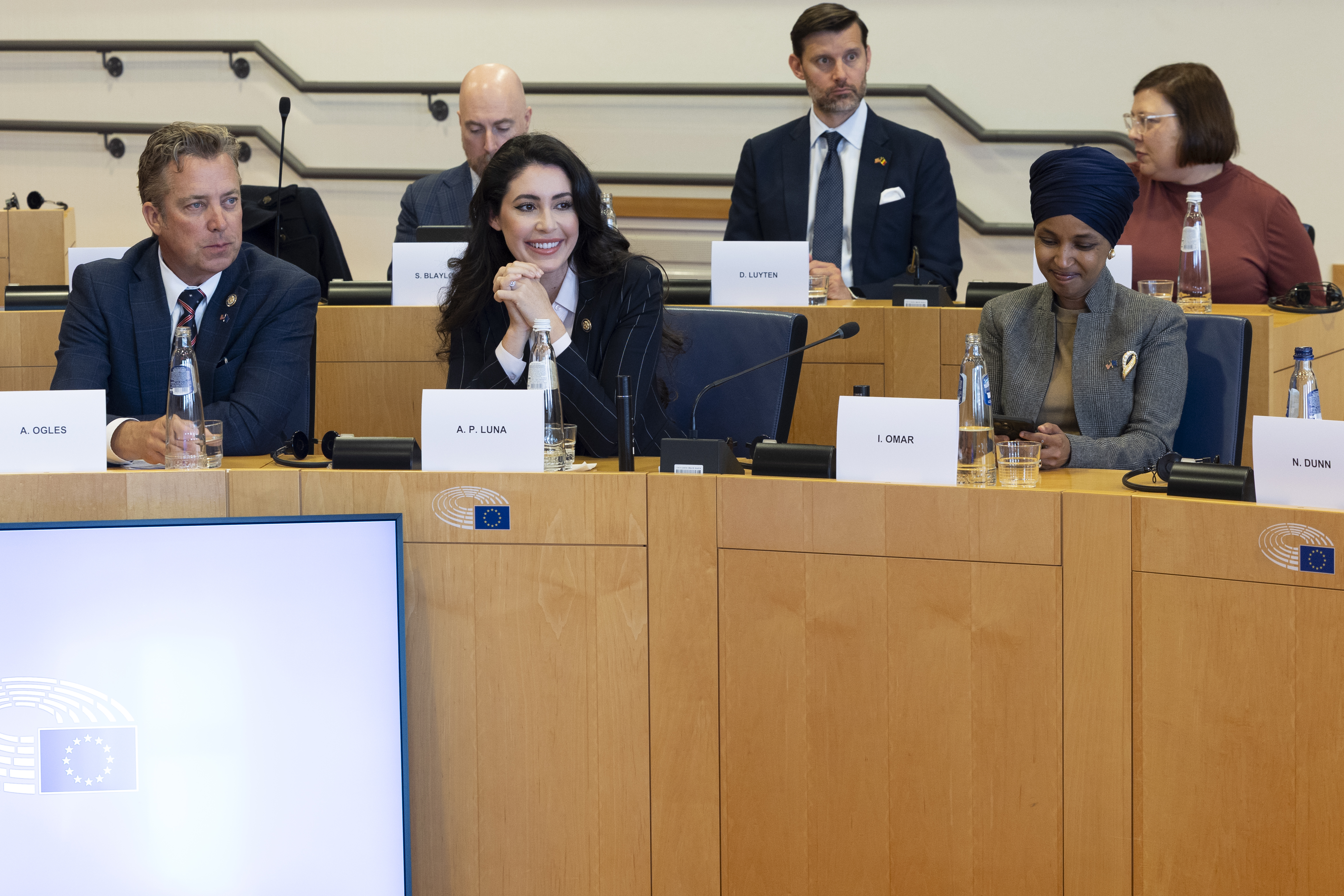
Луна поруч з Енді Оглзом та Ільхан Омар під час зустрічі в Європейському парламенті, квітень 2025 року

У березні 2025 року Луна працювала з представницею Бріттані Петтерсен (демократка) й іншими демократами та республіканцями, щоб домогтися голосування за законопроєкт за допомогою петиції про звільнення, яка дозволила б молодим батькам голосувати за дорученням. Петиція розлютила членів фракції «Свобода», які вважають голосування за дорученням неконституційним, і спонукала спочатку проголосувати проти голосування за процедурні правила щодо законопроєктів про енергетику, підтриманих республіканцями. Після переговорів з керівництвом республіканців у Палаті представників, фракція «Свобода» пізніше дозволила голосуванню пройти. Керівництво фракції «Свобода» закликало керівництво республіканців підвищити поріг, необхідний для голосування за законопроєкт через петицію про звільнення. Пізніше Луна пішла у відставку з фракції «Свобода». У листі вона заявила, що її рішення пов'язане з втратою «взаємної поваги, якою керувалася фракція». 1 квітня керівництво республіканців спробувало провести голосування за правила, яке б запобігло голосуванню за законопроєкт Луни. Дев'ять республіканців (Луна, Тім Берчетт, Майк Лоулер, Кевін Кілі, Нік Лалота, Джефф Ван Дрю, Макс Міллер, Грег Стьюбе та Раян Маккензі) приєдналися до всіх демократів, щоб заблокувати голосування за правила. 6 квітня Луна та Джонсон досягли угоди, яка дозволила відсутнім членам використовувати парне голосування. Їхній передбачуваний голос все одно опублікують в протоколі засідань Конгресу.

### Завдання комітету
118 Конгрес:
- Комітет з природних ресурсів
  - Підкомітет з питань нагляду та розслідувань
  - Підкомітет з питань водних ресурсів, дикої природи та рибальства
- Комітет з питань нагляду та підзвітності
  - Підкомітет з питань кібербезпеки, інформаційних технологій та державних інновацій
  - Підкомітет з питань економічного зростання, енергетичної політики та регуляторних питань
  - Підкомітет з питань охорони здоров'я та фінансових послуг

### Членство у фракції
- Фракції Свободи (2023—2025)[54][55]
- Зустріч неідентифікованих аномальних явищ[56]

## Політичні позиції

### Президентські вибори 2020 року
У червні 2022 року сказала про президентські вибори 2020 року: «Я вважаю, що президент Трамп виграв ці вибори, і я дійсно вважаю, що відбулося шахрайство на виборах». Попереднього місяця вона відвідала захід на червоній доріжці та показ фільму «2000 мулів», який містить докази широкомасштабних фальсифікацій на виборах 2020 року. Вона є авторкою християнської дитячої книги 2023 року «Легенда про Наранджу», в якій стверджується, що Байден вкрав вибори 2020 року.

### Аборти
Висловила рішучу підтримку заборони абортів, назвавши себе «екстремісткою, яка виступає за життя». Вона сказала, що її позиція проти абортів виникла після того, як у коледжі вона розрізала куряче яйце та побачила, як курча реагує на лезо скальпеля: «Бог використав цю можливість, щоб розбудити мене».

### Сільське господарство
У березні 2024 року очолила лист, підписаний 10 республіканцями Палати представників, до Комітету з питань сільського господарства Палати представників, у якому виступила проти включення Закону про припинення заборони торгівлі сільськогосподарською продукцією до законопроєкту про сільське господарство 2024 року. Закон мав на меті заборонити державним і місцевим органам влади забезпечувати дотримання правил виробництва сільськогосподарської продукції, що продається через кордони штатів. У листі висловлювалося стурбованість тим, що законодавство негативно вплине на американських фермерів і поступиться впливом на сільськогосподарську систему США організаціям, що належать іноземним супротивникам, зокрема Китаю. Спостерігачі сільськогосподарської галузі та правозахисні організації відзначили це як сигнал консервативної республіканської опозиції до федерального виключення законів про добробут тварин на рівні штатів, як-от Пропозиція 12 Каліфорнії.

### Економічні питання
В інтерв'ю у серпні 2022 року заявила, що підтримає заборону на експорт нафти з США для збільшення внутрішнього постачання нафти, заявивши: «США мають буквально один з найбільших запасів найчистішої нафти у всьому світі. Немає жодної причини, чому нам потрібно їхати до таких місць, як Саудівська Аравія чи навіть Венесуела, щоб отримати ці джерела нафти». Вона сказала, що це погляд платформі «Америка понад усе», додавши: «Якщо це означає не продавати іншим країнам, щоб тут, у США, ми могли буквально знизити ціни на бензин, то я з цим згодна».
Була серед 71 республіканця, який проголосував проти остаточного прийняття Закону про фіскальну відповідальність 2023 року в Палаті представників.
У березні 2025 року разом з демократкою Александрією Окасіо-Кортес стали співавторкою законопроєкту, спрямованого на обмеження процентних ставок за кредитними картками до 10 %.

### Освіта
На вебсайті Луни зазначено, що вона виступає проти «нав'язування дітям радикальної лівої гендерної теорії».

### Контроль над зброєю
З'явилася на обкладинці журналу «Ballistic» за лютий/березень 2020 року, який назвав її «Наступним воїном 2A від демократів». У лютому 2023 року була однією з кількох членів Конгресу, яких бачили зі значками на лацканах гвинтівки AR-15.

### Соціальні мережі
У вересні 2020 року погрожувала подати до суду на Twitter, оскільки компанія відмовилася підтвердити її обліковий запис, заявивши про «політичну упередженість» та називаючи це «втручанням у вибори», а в жовтні 2020 року виборчий штаб Луни заявив, що подав скаргу до Федеральної виборчої комісії через відмову Twitter підтвердити обліковий запис Луни. У скарзі комісії зазначалося, що Twitter порушив правило рівного часу, підтвердивши обліковий запис Чарлі Кріста, але не Луни, і просила комісію змусити Twitter підтвердити обліковий запис Луни.
Під час запеклих слухань у Комітеті з нагляду Палати представників 8 лютого 2023 року Луна стверджувала, що Twitter, федеральний уряд, «ліві некомерційні організації» та, можливо, Національний комітет Демократичної партії діяли спільно для цензури американців у листопаді 2020 року через платформу управління проєктами Jira, і це порушило Першу поправку.

### Зовнішня політика

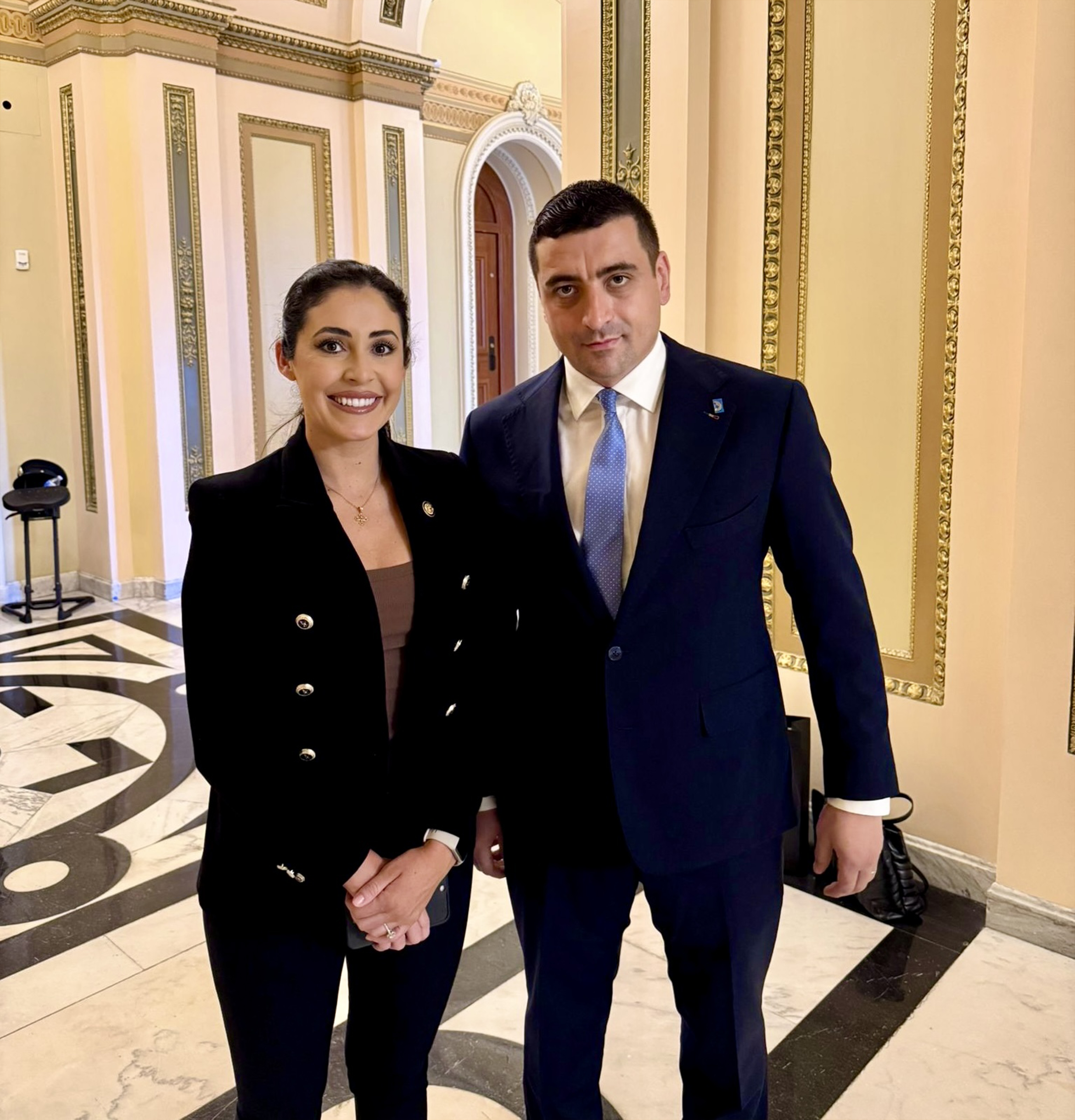
Луна з ультраправим румунським політиком Джорджем Сіміоном, червень 2025 року

2023 року була серед 47 республіканців, які проголосували за резолюцію H.Con.Res. 21, яка зобов'язувала президента Джо Байдена вивести американські війська з Сирії протягом 180 днів. Того ж року була серед 52 республіканців, які проголосували за резолюцію H.Con.Res. 30, яка передбачала виведення американських військ із Сомалі.
Співавторка Резолюції про втому від України (H.Res.113), автором якої є представник Флориди Метт Ґейтц. Законопроєкт передбачав призупинення всієї іноземної допомоги США Україні і вимогу до всіх учасників цього конфлікту негайно досягти мирної угоди.
2023 року була серед 98 республіканців, які проголосували за заборону надання касетних боєприпасів Україні. Того ж року проголосувала за мораторій на допомогу Україні.
У квітні 2024 року проголосувала проти пакета військової допомоги Україні на суму 60 мільярдів доларів.
У березні 2025 року висловила свою незгоду з членством США в НАТО.

## Особисте життя
Визначає себе як месіанська єврейська християнка. Одружена з Ендрю Гамберскі, бойовим контролером ПС США. 2019 року взяла дівоче прізвище своєї бабусі по материнській лінії, Луна, щоб показати своє латиноамериканське походження. Вона зробила це, наслідуючи приклад своєї мами, яка змінила своє прізвище після розлучення.
Оголосила, що народила дитину 27 серпня 2023 року.

## Книги
Авторка двох книг:
- Marrying the Beret: The Untold Stories of US Special Operations, Post Hill Press, 2018, ISBN 978-0578432755
- Bringing them Home: The Untold Cost of Putting Missions First, Post Hill Press, 2021, ISBN 978-1637580189

## Участь у виборах
| Рік                                                       | Парламент            | Партія | Партія          | Primary | Primary | Primary | General | General | General | Результат | Swing | Swing | Ref.   |
| Рік                                                       | Парламент            | Партія | Партія          | Загалом | %       | М.      | Total   | %       | М.      | Результат | Swing | Swing | Ref.   |
| --------------------------------------------------------- | -------------------- | ------ | --------------- | ------- | ------- | ------- | ------- | ------- | ------- | --------- | ----- | ----- | ------ |
| 2020                                                      | Палата представників |        | Республіканська | 22,941  | 36.14 % | 1       | 190,713 | 46.95 % | 2       | Lost      |       | Hold  |        |
| 2022                                                      | Палата представників |        | Республіканська | 37,156  | 44.48 % | 1st     | 181,487 | 53.14 % | 1st     | Won       |       | Gain  |        |
| 2024                                                      | Палата представників |        | Республіканська |         |         |         | 225,636 | 54.82 % | 1st     | Won       |       | Hold  | [ 87 ] |
| Source: Secretary of State of Florida \| Election Results |                      |        |                 |         |         |         |         |         |         |           |       |       |        |